# Maidan-Ceapelskîi (Parpurivți), Vinnîțea
Maidan-Ceapelskîi (în ucraineană Майдан-Чапельський) este un sat în comuna Parpurivți din raionul Vinnîțea, regiunea Vinnița, Ucraina.

## Demografie
Componența lingvistică a localității Maidan-Ceapelskîi
     Ucraineană (97,57%)
     Rusă (2,16%)
Conform recensământului din 2001, majoritatea populației localității Maidan-Ceapelskîi era vorbitoare de ucraineană (97,57%), existând în minoritate și vorbitori de rusă (2,16%).